# As Três Sombras
As três Sombras constitui uma escultura em bronze de Auguste Rodin, e foi executada antes de 1886. 
Na Divina Comédia de Dante, inspiração de Rodin para a obra, as sombras, ou seja, as almas dos condenados, estão na entrada para o Inferno, apontando para uma inscrição inequívoca, "abandone a esperança, vós todos os que aqui entram". 
Rodin fez vários estudos de sombras, antes de finalmente decidir montar três figuras idênticas que parecem estar girando em torno do mesmo ponto. Ele as colocou em cima da Porta do Inferno, de onde eles poderiam olhar para baixo para o espectador. 
Como em Adão — cuja postura torcida, atormentada, As três Sombras tomou emprestada — a influência de Michelangelo é óbvia aqui. O ângulo em que as cabeças pendem para baixo é tão exagerado que os pescoços e ombros formam uma linha quase horizontal. Foi através de distorção anatômica como esta que Rodin alcançou uma força expressiva bastante ímpar em seu tempo.